# سوا
سوا، روستایی است از توابع بخش لاریجان شهرستان آمل در دهستان نمارستاق.

## جمعیت
این روستا در دهستان لاریجان سفلی قرار داشته و براساس آخرین سرشماری مرکز آمار ایران که در سال ۱۳۸۵ صورت گرفته، جمعیت آن ۸۹ نفر (۴۱خانوار) بوده‌است.